# Ruta Nacional 9 (Argentina)

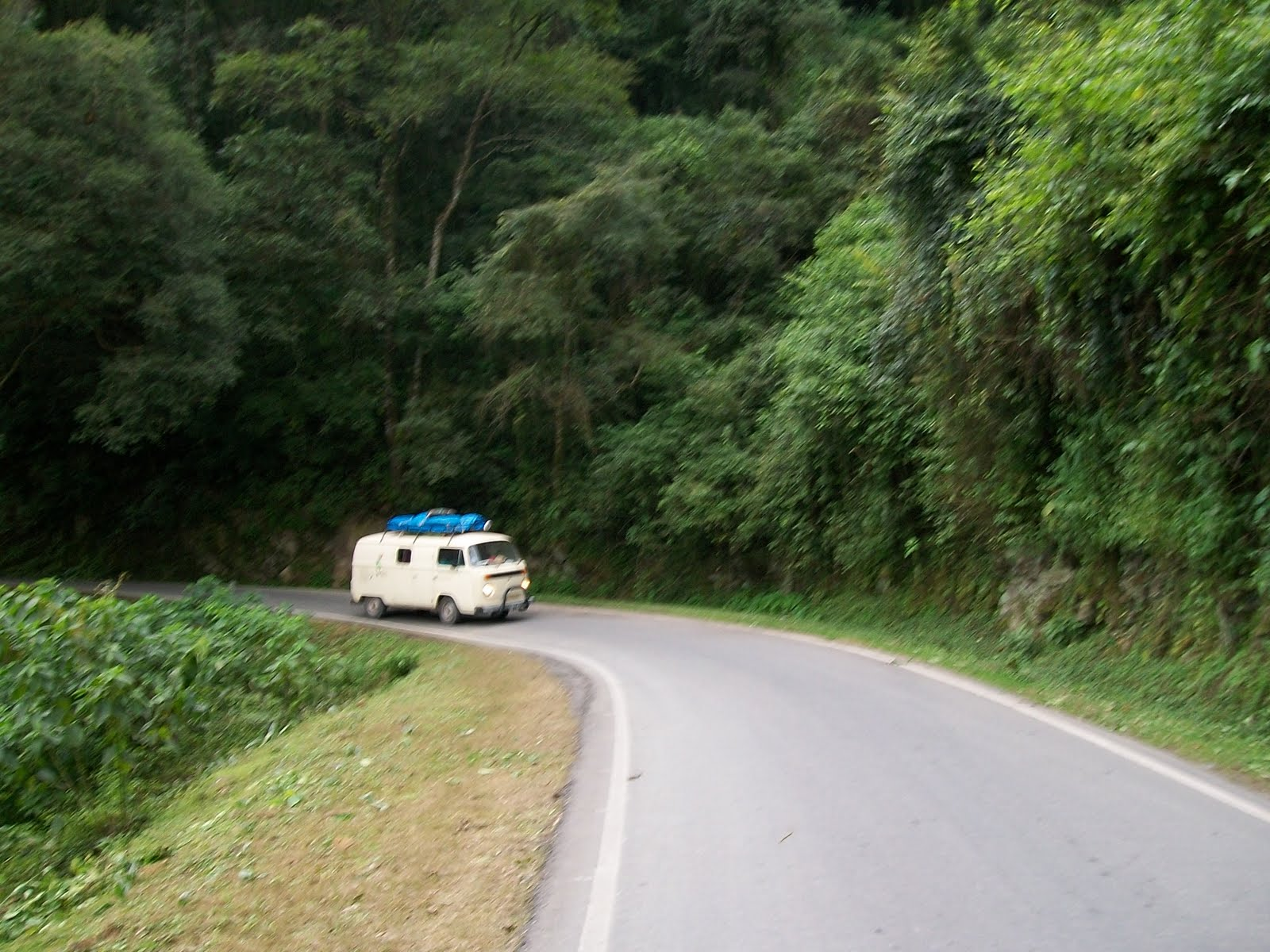
RN9:Salta-Jujuy.

A Ruta Nacional 9 ou simplesmente RN 9 é uma rodovia argentina que une a Cidade Autônoma de Buenos Aires com o limíte com a Bolívia. Em seu percurso atravésa as províncias de Buenos Aires,  Santa Fé,  Córdoba, Santiago del Estero, Tucumán, Salta Jujuy, passando pelas capitais das últimas cinco províncias. Esta rodovia une as três cidades de maior população da República Argentina: Buenos Aires, Rosário e Córdoba.
É considerada um ramal da Rodovia Pan-americana, sendo no trecho da Grande Buenos Aires mais conhecida pelo apelido de "La Panamericana" que por sua denominação oficial.
Começa na Avenida General Paz (Ruta Nacional A001) e finaliza na ponte internacional Horacio Guzmán sobre o rio La Quiaca, na província de Jujuy. Seu percurso total é de 1.967 km e encontra-se totalmente pavimentada. 
A rodovia continúa no territórrio boliviano como Ruta 14.

## Trechos duplicados
Os 700 km entre Buenos Aires, Rosario e Córdoba são duplicados. Encontra-se em duplicação desde 2017 um trecho de aproximadamente 80 km entre Córdoba e Villa del Totoral.